# Diacrotricha fasciola
Diacrotricha fasciola (tên tiếng Anh: Starfruit Flowermoth) là một loài bướm đêm thuộc họ Pterophoridae. Nó phân bố rộng khắp Đông Nam Á.
Ấu trùng ăn Averrhoa carambola và Averrhoa bilimbi. Chúng sinh ra trong nụ hoa và sống bằng hoa. Người ta coi đây là một loài sâu hại nghiêm trọng.